# Escut del Montsià
L'escut oficial del Montsià té el següent blasonament: Escut caironat: d'argent, un mont de sinople de quatre cims, sostingut d'una faixa d'argent sostinguda d'un peu d'atzur; bordura componada d'or i de gules. Per timbre, una corona mural de comarca.
Va ser aprovat el 14 de setembre del 2005 i publicat al DOGC el 29 de setembre del mateix any. L'escut fa referència a la geografia de la comarca, travessada pel massís del Montsià que li dona nom (el mont de quatre cims) i emmarcada per l'Ebre al nord-est (la faixa d'argent) i per la Mediterrània a l'est (el peu d'atzur). La bordura representa els quatre pals de l'escut de Catalunya.